# بتل.نت
بتل.نت (انگلیسی: Battle.net) یک سرویس بازی‌های آنلاین ارائه شده توسط بلیزارد انترتینمنت است. بتل.نت در ۳۰ نوامبر سال ۱۹۹۶ با انتشار بازی بازی اکشن نقش آفرینی بلیزارد، با نام دیابلو راه‌اندازی شد.
بتل.نت اولین سرویس بازی آنلاین بود که به طور مستقیم به درون بازی گنجانیده شده بود. این ویژگی، همراه با سهولت ساخت حساب کاربری و عدم وجود هزینه‌های عضویت، موجب شد که بتل.نت در میان بازیکنان محبوب شود و تبدیل به ویژگی خوبی برای فروش بازی دیابلو و بازی‌های بلیزارد پس از آن شد.
بلیزارد رسماً بتل.نت جدید را در ۲۰ مارس ۲۰۰۹ معرفی کرد و بتل.نت اصلی نیز به بتل.نت کلاسیک تغییر نام داد. در بلیزکان ۲۰۰۹ جزئیات بیشتری از ویژگی‌های بتل.نت جدید نمایش داده شد که توسط استارکرافت ۲، دیابلو ۳ و دنیای وارکرافت به کار گرفته می‌شود.

## بازی‌های پشتیبانی شده

### دیابلو
هنگامی که این سرویس در ابتدا توسط دیابلو در ۳۰ نوامبر ۱۹۹۶ راه‌اندازی شد، بتل.نت تنها چند خدمات پایه‌ای مانند چت و لیست بازی ارائه می‌داد بازیکنان می‌توانستند به سرویس متصل شوند، با دیگر بازیکنان صحبت کنند و به بازی‌های چند نفرهٔ دیابلو بپیوندند. به جز داده‌های حساب کاربری، هیچ اطلاعاتی از بازی بر روی سرور بتل.نت ذخیره نمی‌شد. هنگامی که بازیکنی به سرویس متصل می‌شد، مستقیم در حال تبادل اطلاعات با دیگر بازیکنان بود که این قابلیت باعث می‌شد بازیکنان بتوانند در بازی تقلب کنند.

### استار کرفت

محیط کاربری بتل.نت در بازی استارکرفت

انتشار استارکرافت در سال ۱۹۹۸، باعث افزایش استفاده از خدمات بتل.نت شد. بتل.نت استار کرفت به ویژه در کره جنوبی، بسیار موفق بود. به طوری که بازیکنان وارد شده در بسیاری از مواقع از بازیکنان ایالات متحده بیشتر بود.
استارکرافت با خود یک روش جدید جلوگیری از کپی‌های غیرقانونی به ارمغان آورد. یک طرح حفاظت با کلید سی دی. در این روش فقط آن دسته از بازیکنان با یک کلید CD معتبر و منحصر به فرد اجازه ورود به سرویس را داشتند. فقط یک نفر می‌تواند به بتل.نت با استفاده از یک کلید CD خاص در یک زمان ارتباط برقرار کنند.

### دیابلو ۲
دیابلو ۲ در سال ۲۰۰۰ معرفی شد. مهمترین خبر اصلی دیابلو ۲ این بود که بازی آنلاین از طریق بتل.نت، به صورت سرویس گیرنده و سرویس دهنده اجرا می‌شود. یعنی بازی در سرورهای بلیزارد اجرا می‌شد. اما در هر حال چون شخصیت‌ها به صورت محلی نگهداری می‌شدند باز هم امکان تقلب در بازی وجود داشت. در دیابلو ۲ همچنین این امکان وجود داشت که نمایهی بازیکنان در اتاق گپ به شکل شخصیت آن‌ها در بازی باشد. همچنین رابط کاربری بتل.نت به طور کامل تغیر کرد. با انتشار بسته توسعه دیابلو ۲: ارباب نابودی در سال ۲۰۰۱، استفاده از بتل.نت افزایش یافت.

### وارکرفت ۳
وارکرفت ۳: سلطنت آشوب در سال ۲۰۰۲ و بسته تکمیلی آن، وارکرفت ۳: تخت یخ زده در سال ۲۰۰۳ منتشر شد. با انتشار این دو بازی امکانات بسیار زیادی به بتل.نت اضافه شد. مهمترین آن اضافه شدن امکان مچ مارکینگ بود. این قابلیت به بازیکنان این امکان را می‌داد که در سریعترین زمان ممکن یک فرد ناشناس را به مسابقه دعوت کنند.

### دنیای وارکرفت
دنیای وارکرفت در ابتدا از بتل.نت پشتیبانی نمی‌کرد، بازیکنان مجبور بودند که حساب‌های جدا داشته باشند تا این که اصلاحات بتل.نت در ۲۰ مارس سال ۲۰۰۹، حساب بازیکنان دنیای وارکرافت را با بتل.نت ادغام کرد. در ۱۱ نوامبر ۲۰۰۹، بلیزارد انترتینمنت بتل.نت را به ویژگی اجباری برای بازیکنان دنیای وارکرفت تبدیل کرد.

### استارکرافت ۲: بال آزادی
استارکرافت ۲: بال آزادی نخستین بازی بود که به طور پیشفرض از نسخه جدید بتل.نت پشتیبانی می‌کرد. رابط کاربری جدید شامل یک سرویس گپ است که به بازیکنان اجازه می‌دهد در هر کجای بازی با هم تعامل کنند. در ابتدا بازی دارای اتاق‌های گپ نبود اما پس از مدتی این امکان توسط یک به‌روزرسانی اضافه شد. این بازی همچنان از VoIP نیز پشتیبانی می‌کند.

### دیابلو ۳
بلیزارد در ۲۸ ژوئن ۲۰۰۸ در مراسم «سراسر جهان دعوتی» پاریس، اعلام کرد که دیابلو ۳ از بتل.نت پشتیبانی می‌کند. با این حال، امروزه برای باری کردن دیبالو ۳ به یک حساب بتل.نت نیاز است.

### black ops4
جدیدترین سری بازیهای کالاف دیوتی که برای پلتفرم های pc  xbox  ps4 منتشر شده برای بازی به حساب بتل نت نیاز دارند

## توسعه

### بتل.نت ۲٫۰
بتل.نت توسط بلیزارد در سال ۲۰۰۹ نونما و رسماً در ۲۰۰۹ مارس ۲۰ پرده برداری شد، اطلاعات بیشتر در بلیزکان ۲۰۰۹ منتشر شد. همچنین در ۵ می ۲۰۱۰، بلیزارد اعلام کرد که بتل.نت ۲٫۰ با شبکه اجتماعی فیس بوک یکپارچه خواهد شد.

## جدال‌ها

### هک ۲۰۱۲
در ۴ آگوست ۲۰۱۲، بتل.نت هک شد. هکرها با داشتن دسترسی به آدرس ایمیل کاربران، پاسخ به سوالات امنیتی. در نتیجه، از بازیکنان سرورهای آمریکای شمالی درخواست شد که کلمه عبور و پرسش امنیتی خود را تغییر دهند.